# Grand Prix Japonii 1992
Grand Prix Japonii 1992 (oryg. Fuji Television Japanese Grand Prix) – 15. runda Mistrzostw Świata Formuły 1 w sezonie 1992, która odbyła się 25 października 1992, po raz szósty na torze Suzuka.
18. Grand Prix Japonii, ósme zaliczane do Mistrzostw Świata Formuły 1.

## Wyniki

### Kwalifikacje
| P  | Nr | Kierowca             | Konstruktor(-silnik)  | Opony | Czas     | Odstęp   | Strata   |
| -- | -- | -------------------- | --------------------- | ----- | -------- | -------- | -------- |
| 1  | 5  | Nigel Mansell        | Williams-Renault      | G     | 1:37.360 | -        | -        |
| 2  | 6  | Riccardo Patrese     | Williams-Renault      | G     | 1:38.219 | 0:00.859 | 0:00.859 |
| 3  | 1  | Ayrton Senna         | McLaren-Honda         | G     | 1:38.375 | 0:00.156 | 0:01.015 |
| 4  | 2  | Gerhard Berger       | McLaren-Honda         | G     | 1:40.296 | 0:01.921 | 0:02.936 |
| 5  | 19 | Michael Schumacher   | Benetton-Ford         | G     | 1:40.922 | 0:00.626 | 0:03.562 |
| 6  | 12 | Johnny Herbert       | Lotus-Ford            | G     | 1:41.030 | 0:00.108 | 0:03.670 |
| 7  | 11 | Mika Häkkinen        | Lotus-Ford            | G     | 1:41.415 | 0:00.385 | 0:04.055 |
| 8  | 26 | Érik Comas           | Ligier-Renault        | G     | 1:42.187 | 0:00.772 | 0:04.827 |
| 9  | 4  | Andrea de Cesaris    | Tyrrell-Ilmor         | G     | 1:42.361 | 0:00.174 | 0:05.001 |
| 10 | 25 | Thierry Boutsen      | Ligier-Renault        | G     | 1:42.428 | 0:00.067 | 0:05.068 |
| 11 | 28 | Nicola Larini        | Ferrari               | G     | 1:42.488 | 0:00.060 | 0:05.128 |
| 12 | 23 | Christian Fittipaldi | Minardi-Lamborghini   | G     | 1:42.617 | 0:00.129 | 0:05.257 |
| 13 | 20 | Martin Brundle       | Benetton-Ford         | G     | 1:42.626 | 0:00.009 | 0:05.266 |
| 14 | 24 | Gianni Morbidelli    | Minardi-Lamborghini   | G     | 1:42.627 | 0:00.001 | 0:05.267 |
| 15 | 27 | Jean Alesi           | Ferrari               | G     | 1:42.824 | 0:00.197 | 0:05.464 |
| 16 | 10 | Aguri Suzuki         | Footwork-Mugen-Honda  | G     | 1:43.029 | 0:00.205 | 0:05.669 |
| 17 | 32 | Stefano Modena       | Jordan-Yamaha         | G     | 1:43.117 | 0:00.088 | 0:05.757 |
| 18 | 29 | Bertrand Gachot      | Larrousse-Lamborghini | G     | 1:43.156 | 0:00.039 | 0:05.796 |
| 19 | 22 | Pierluigi Martini    | Dallara-Ferrari       | G     | 1:43.251 | 0:00.095 | 0:05.891 |
| 20 | 30 | Ukyō Katayama        | Larrousse-Lamborghini | G     | 1:43.488 | 0:00.237 | 0:06.128 |
| 21 | 3  | Olivier Grouillard   | Tyrrell-Ilmor         | G     | 1:43.941 | 0:00.453 | 0:06.581 |
| 22 | 21 | JJ Lehto             | Dallara-Ferrari       | G     | 1:44.037 | 0:00.096 | 0:06.677 |
| 23 | 16 | Jan Lammers          | March-Ilmor           | G     | 1:44.075 | 0:00.038 | 0:06.715 |
| 24 | 9  | Michele Alboreto     | Footwork-Mugen-Honda  | G     | 1:44.149 | 0:00.074 | 0:06.789 |
| 25 | 33 | Maurício Gugelmin    | Jordan-Yamaha         | G     | 1:44.253 | 0:00.104 | 0:06.893 |
| 26 | 17 | Emanuele Naspetti    | March-Ilmor           | G     | 1:47.303 | 0:03.050 | 0:09.943 |
| P  | Nr | Kierowca             | Konstruktor(-silnik)  | Opony | Czas     | Odstęp   | Strata   |

### Wyścig
| Poz. | Nr. | Kierowca             | Konstruktor           | Okrążeń | Czas/powód NU | Poz. start. | Punktów |
| ---- | --- | -------------------- | --------------------- | ------- | ------------- | ----------- | ------- |
| 1    | 6   | Riccardo Patrese     | Williams-Renault      | 53      | 1:33:09.533   | 2           | 10      |
| 2    | 2   | Gerhard Berger       | McLaren-Honda         | 53      | + 13.729      | 4           | 6       |
| 3    | 20  | Martin Brundle       | Benetton-Ford         | 53      | + 1:15.503    | 13          | 4       |
| 4    | 4   | Andrea de Cesaris    | Tyrrell-Ilmor         | 52      | + 1 okrążenie | 9           | 3       |
| 5    | 27  | Jean Alesi           | Ferrari               | 52      | + 1 okrążenie | 15          | 2       |
| 6    | 23  | Christian Fittipaldi | Minardi-Lamborghini   | 52      | + 1 okrążenie | 12          | 1       |
| 7    | 32  | Stefano Modena       | Jordan-Yamaha         | 52      | + 1 okrążenie | 17          |         |
| 8    | 10  | Aguri Suzuki         | Footwork-Mugen-Honda  | 52      | + 1 okrążenie | 16          |         |
| 9    | 21  | Jyrki Järvilehto     | Dallara-Ferrari       | 52      | + 1 okrążenie | 22          |         |
| 10   | 22  | Pierluigi Martini    | Dallara-Ferrari       | 52      | + 1 okrążenie | 19          |         |
| 11   | 30  | Ukyō Katayama        | Larrousse-Lamborghini | 52      | + 1 okrążenie | 20          |         |
| 12   | 28  | Nicola Larini        | Ferrari               | 52      | + 1 okrążenie | 11          |         |
| 13   | 17  | Emanuele Naspetti    | March-Ilmor           | 51      | + 2 okrążenia | 26          |         |
| 14   | 24  | Gianni Morbidelli    | Minardi-Lamborghini   | 51      | + 2 okrążenia | 14          |         |
| 15   | 9   | Michele Alboreto     | Footwork-Mugen-Honda  | 51      | + 2 okrążenia | 24          |         |
| NU   | 5   | Nigel Mansell        | Williams-Renault      | 44      | Silnik        | 1           |         |
| NU   | 11  | Mika Häkkinen        | Lotus-Ford            | 44      | Silnik        | 7           |         |
| NU   | 29  | Bertrand Gachot      | Larrousse-Lamborghini | 39      | Kolizja       | 18          |         |
| NU   | 26  | Érik Comas           | Ligier-Renault        | 36      | Silnik        | 8           |         |
| NU   | 16  | Jan Lammers          | March-Ilmor           | 27      | Sprzęgło      | 23          |         |
| NU   | 33  | Maurício Gugelmin    | Jordan-Yamaha         | 22      | Wypadł z toru | 25          |         |
| NU   | 12  | Johnny Herbert       | Lotus-Ford            | 15      | Skrz. biegów  | 6           |         |
| NU   | 19  | Michael Schumacher   | Benetton-Ford         | 13      | Skrz. biegów  | 5           |         |
| NU   | 3   | Olivier Grouillard   | Tyrrell-Ilmor         | 6       | Wypadł z toru | 21          |         |
| NU   | 25  | Thierry Boutsen      | Ligier-Renault        | 3       | Skrz. biegów  | 10          |         |
| NU   | 1   | Ayrton Senna         | McLaren-Honda         | 2       | Silnik        | 3           |         |